# فيليكس ماكدونالد
فيليكس ماكدونالد (بالإسبانية: Félix McDonald)‏ هو لاعب كرة قدم غواتيمالي، ولد في 26 يونيو 1954 في مدينة غواتيمالا في غواتيمالا. لعب مع ميونيسيبال.

## وصلات خارجية
- فيليكس ماكدونالد على موقع قاعدة بيانات كرة القدم.إي يو (الإنجليزية)
- فيليكس ماكدونالد على موقع ناشيونال فوتبول تيمز (الإنجليزية)
- فيليكس ماكدونالد على موقع عالم كرة القدم.نت (الإنجليزية)
- فيليكس ماكدونالد على موقع اللجنة الأولمبية الدولية (الإنجليزية)
- فيليكس ماكدونالد على موقع أوليمبيديا (الإنجليزية)